# Born a Lion
Born a Lion è il primo album in studio del gruppo rock canadese Danko Jones, pubblicato nel 2002.

## Tracce
1. Play the Blues – 2:51
2. Lovercall – 2:53
3. Sound of Love – 3:50
4. Papa – 3:14
5. Soul on Ice – 3:27
6. Word Is Bond – 3:45
7. Way to My Heart – 3:12
8. Caramel City – 3:17
9. Get Outta Town – 1:56
10. Suicide Woman – 3:19
11. Love Is Unkind – 4:16